# Martha McSally
Martha Elizabeth McSally (22 de marzo de 1966) es una política estadounidense y veterana de combate de la Fuerza Aérea de los Estados Unidos (USAF, por sus siglas en inglés) que se desempeñó como senadora senior de los EE. UU. por Arizona. Republicana, anteriormente se desempeñó como representante de los Estados Unidos para el 2.º distrito congresional de Arizona. Martha McSally apoya al presidente Donald Trump.
McSally se postuló para las elecciones del Senado de los Estados Unidos en la elección de 2018. Perdió esta elección frente a Kyrsten Sinema, pero el gobernador de Arizona, Doug Ducey, nominó a McSally para representar a Arizona en el Senado, reemplazando al exsenador Jon Kyl. Se postuló para la reelección en 2020 contra el candidato demócrata Mark E. Kelly, y perdió a Kelly.